# Allium dilatatum
Allium dilatatum ist eine Pflanzenart aus der Gattung Lauch (Allium) in der Unterfamilie der Lauchgewächse (Allioideae).

## Merkmale
Allium dilatatum ist eine ausdauernde, krautige Pflanze und erreicht Wuchshöhen von 25 bis 50 Zentimeter. Dieser Geophyt bildet Zwiebeln als Überdauerungsorgane aus. Die Laubblätter sind 1 bis 2 Millimeter breit.
Die Blütenstiele sind 5 bis 15 Millimeter lang. Die Blütenhüllblätter sind weiß gefärbt und haben einen grünen Mittelstreifen. Die äußeren Blütenhüllblätter weisen einen papillösen Kiel auf. Der untere Teil der Staubfäden ist zwei- bis dreimal so lang wie die Mittelspitze.
Die Blütezeit reicht von Juli bis Oktober.
Die Chromosomenzahl beträgt 2n = 16.

## Vorkommen
Allium dilatatum ist auf Kreta in den Regionalbezirken Chania und Rethymno endemisch. Die Art wächst auf Felswänden und in felsigen Kiefernwäldern in Höhenlagen von 0 bis 900 Meter.